# Duschinsky Mihály
Duschinsky Mihály (Námesztó, 1871. május 31. – Rákospalota, 1939. július 10.) a rákospalotai ortodox zsidó rabbi 1898-tól haláláig.

## Élete

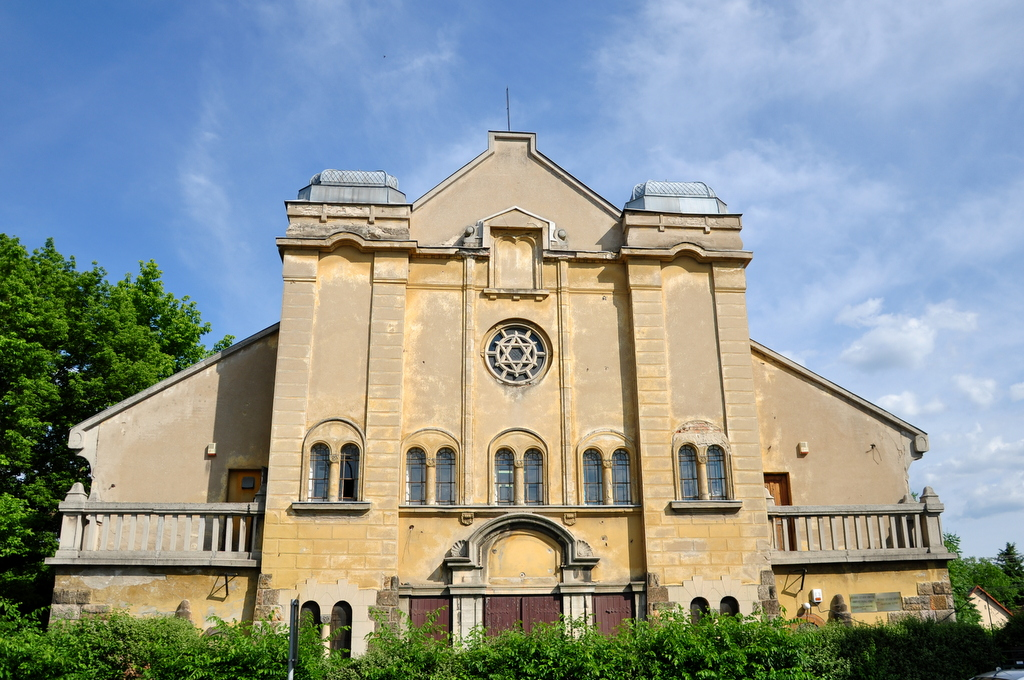
A Rákospalotai zsinagóga épülete

Duschinsky Dov námesztói főrabbi fia. A pozsonyi jesivában tanult Szimche Bünem Schreiber rabbi mellett, felesége egy hőgyészi rabbicsaládból származott. 1898. február 17-én jött létre a Rákospalotai Autonóm Orthodox Izraelita Hitközség, rabbijelölteket a pozsonyi jesivából hívtak. Végül Duschinskyt választották meg. 41 éven át állt a hitközség élén. Érdekesség, hogy bár maga a hitközség ortodoxként működött, a tagok között sok neológ szemléletű volt.
Duschinsky az első világháborúban tábori lelkészként szolgált. 1934-ben ellátogatott a Szentföldre. Nagy talmudtudásával és világi ismereteivel már fiatal korában kimagaslott az ortodox zsidó rabbik közül. Kiváló szónok volt, szentéletű és az emberekkel való érintkezésben lebilincselő egyéniség.
Az ő idejében, 1926–1927-ben épült a Rákospalotai zsinagóga.
1939-ben hunyt el 68 éves korában. Fia Duschinsky Hermann rabbi, anyai unokaöccse Marton Ernő újságíró.